# Walter Urbanek
Walter Urbanek (* 10. September 1919 in Mährisch Schönberg (Šumperk); † 14. März 2010 in Landshut) war ein deutscher Gymnasiallehrer, Philologe, Kunstmaler und Lyriker. Er publizierte Gedichte unter dem Pseudonym Walter Bauernfeind.

## Leben und Wirken
Walter Urbanek absolvierte das Abitur am Staatsrealgymnasium Freudenthal. An der Deutschen Karlsuniversität in Prag studierte er ab 1939 Germanistik. Dort wurde er bereits 1941 zum Dr. phil. promoviert.
Es folgten Wehrmachtsausbildung und Kriegsdienst, dann Gefangenschaft und Flucht. Verheiratet war er mit Elisabeth Urbanek geborene Jaschke. Sein Sohn Axel Urbanek wurde am 15. April 1944 in Prag geboren und später Verleger, Mitbegründer der Deutschen Gesellschaft für Sonnenenergie und Journalist. Ab 1946 lebte Walter Urbanek in Bayern, zunächst in Gröbenzell, dann in Wasserburg am Inn, schließlich ab dem 1. Dezember 1971 in Landshut. Er erwarb das Staatsexamen für den Höheren Schuldienst in Bayern und war in der Folge 1951 bis 1981 als Gymnasiallehrer (Studienprofessor) für Deutsch, außerdem Kunst, Geschichte, Sozialkunde und Geographie tätig.
Als Literaturwissenschaftler publizierte er Anthologien, insbesondere zur Lyrik für die Verwendung in der Gymnasialbildung in Bayern. Seine Anthologie Lyrische Signaturen erreichte viele Auflagen. Eigene Gedichte publiziert er unter dem Pseudonym Walter Bauernfeind.
Als bildender Künstler erwarb er regionale Anerkennung. Zu paradigmatischen Werken der bildenden Kunst der klassischen Moderne schrieb er Einführungen, u. a. zu Oskar Kokoschka (Städtebilder und Landschaften) und Edvard Munch (Der Tanz des Lebens). Urbanek war befreundet mit Emilio Vedova. Er pflegte Bekanntschaft mit Oskar Kokoschka und Giorgio Morandi. Das Werk Max Beckmanns prägte seinen Stil. Der tschechische Kunstmaler Jakub Bauernfreund (1904–1976, als Emigrant in London unter dem Namen Jacob Bornfriend) habe ihn „richtungsweisend gelenkt“ (Reingard Schwippl-Seitz).

## Veröffentlichungen (Auswahl)
- Walter Urbanek (Hg.). Der neue Robinson. Dichter der Zeit. Bamberg (C. C. Buchners Verlag) 1960 (= Texte, Band 2)
- Walter Urbanek (Hg.): Lyrische Signaturen. Zeichen und Zeiten im deutschen Gedicht. (Anthologie) Bamberg (C. C. Buchners Verlag) 1964 (= Texte. Dichtung und Dokumente in Schulausgaben, hg. von Walter Urbanek, Band 14) Enthalten ist ein Aufsatz zur „Poetik des Gedichts“ von Walter Urbanek.
- Walter Urbanek: Deutsche Literatur. Das 19. Und 20. Jahrhundert. Epchen, Gestalten, Gestaltungen. Bamberg (C. C. Buchners Verlag, 1969) 19784, ISBN 3-7661-4145-7
- Walter Bauernfeind: Versuch über den Stein. Gedichte. St. Michael (Bläschke) 1983, ISBN 3-7053-1873-X
- Walter Bauernfeind: Im Wachraum. Gedichte. Berlin (Stoedtner) 1983, ISBN 3-920907-21-3
- Walter Bauernfeind: Anleitung für Tiefflieger. Gedichte. Berlin (Stoedtner) 1986, ISBN 3-920907-37-X
- Walter Urbanek (Einführung): Oskar Kokoschka Städtebilder und Landschaften. München, Zürich (Piper) 1990. (Serie Piper 1228)

## Ausstellungen
- Regensburg 1982: „Walter Urbanek. Bilder – Perspektiven“, Ostdeutsche Galerie 17. November 1982 bis 9. Januar 1983
- Landshut 1993: „Walter Urbanek. Zeitsprung“
- Landshut 2008: „Walter Urbanek. Urbilder vom ‚Glück des Malens‘“, Stadtmuseum Landshut (Museum im Kreuzgang) 21. August bis zum 21. September 2008